# Pabellón de Cristal
El Pabellón de Cristal fue un edificio con forma de cúpula de vidrio, construido en 1914 por Bruno Taut para la Exposición de la Deutscher Werkbund de 1914, celebrada en el Rheinpark de la ciudad de Colonia (Alemania).
Es la obra más representativa de Taut, la cual construyó para la asociación alemana de la industria del vidrio, en el momento en el que el expresionismo alcanzaba su punto álgido.
El edificio fue demolido una vez finalizada la Deutscher Werkbund, debido a que no tuvo un uso práctico, sino un carácter de pabellón-exhibición. Por otra parte, las únicas fotos que se conservan del Pabellón fueron tomadas durante la exhibición, las cuales no reflejan el colorido de la obra debido a que son en blanco y negro. 